# The Bottom
The Bottom er hovedstaden på øen Saba i De Nederlandske Antiller. Den beboes af knap 500 indbyggere og er den største by på øen. Byen er administrationscentrum for Saba og har et sygehus. Saba University School of Medicine ligger i The Bottom.
Navnet stammer fra nederlandsk de botte, på dansk skålen, et navn som henviser til stedets beliggenhed i en dalbund. Det oprindelige hollandske navn er sidenhen kommet til at hedde The Bottom på engelsk.
17°37′34″N 63°14′57″V / 17.6261°N 63.2492°V